# Маслова Ніна Іванівна
Ні́на Іва́нівна Ма́слова (* 27 грудня 1949, Термез Сурхандар'їнської області Узбецької РСР), майстриня спорту СРСР з кульової стрільби, заслужена тренерка України з кульової стрільби — 1997.

## Життєпис
1972 року закінчила Узбецький державний інститут фізичної культури за спеціальністю «Фізична культура і спорт».
З 1972 року проживає в Херсоні.
З 1973 року працює тренеркою-викладачкою з кульової стрільби в дитячо-юнацькій спортивній школі № 3 від Херсонської міської ради.
Входить до складу тренерської ради збірної команди України по підготовці до міжнародних змагань.
З 2005 року у Херсонській школі вищої спортивної майстерності, тренерка-викладачка.

## Серед її учнів
- Ганна Чаплієва (Барсук) — майстер спорту міжнародного класу, срібна призерка чемпіонату Європи 2000 року, дворазова чемпіонка Європи 1999, неодноразова переможниця і призерка всеукраїнських змагань із кульової стрільби,
- Логоша Дарія — майстер спорту міжнародного класу, неодноразова призерка чемпіонатів та першостей України, срібна та бронзова призерка чемпіонату Європи серед юніорів 2004 року, дворазова бронзова призерка чемпіонату Європи 2005 року серед юніорів,
- Кудря Сергій — майстер спорту міжнародного класу, срібний призер чемпіонату України 2010 року та дворазовий срібний призер чемпіонату Європи 2010 року,
- Тихова Дарія — майстер спорту міжнародного класу, неодноразова призерка міжнародних змагань, учасниця XXIX Олімпійських ігор 2008 року у Пекіні, рекордсменка України 2009 року, бронзова призерка чемпіонату Європи 2011 року, членкиня олімпійської збірної команди України на Іграх XXX Олімпіади 2012 року в Лондоні.

## Джерело
- Галерея слави Херсонщини